# سافاس كوفيديس
سافاس كوفيديس (باليونانية: Σάββας Κωφίδης)‏ مواليد 5 فبراير 1961 في ألماتي، الجمهورية الكازاخية الاشتراكية السوفيتية، الاتحاد السوفيتي، هو لاعب كرة قدم يوناني سابق كان يلعب كلاعب وسط. سبق له أن لعب في كأس العالم لكرة القدم مع منتخب بلاده. لعب خلال مسيرته 494 مباراة سجل خلالها 37 هدفاً.

## المسيرة الاحترافية

### أندية لعب لها
- نادي أولمبياكوس
- أريس تسالونيكي

## روابط خارجية
- سافاس كوفيديس على موقع الاتحاد الدولي (مؤرشف)  (الإنجليزية)
- سافاس كوفيديس على موقع قاعدة بيانات كرة القدم.إي يو (الإنجليزية)
- سافاس كوفيديس على موقع ناشيونال فوتبول تيمز (الإنجليزية)
- سافاس كوفيديس على موقع Soccerway.com (الإنجليزية)